# Big Brute (Bad Hombre)
Big Brute is een Canadese fabrikant van zware motorfietsen.
Big Brute: API-Racing, Inc., Mississauga, Ontario, Canada L4Y 1Z4. 
Big Brute is een Canadese fabriek die motorfietsen met Chevrolet V8-blokken maakt. Het merk is ook bekend als Bad Hombre.